# 104-та десантно-штурмова дивізія (РФ)
104-та десантно-штурмова дивізія (104 ДШД, в/ч 73612) — з'єднання Повітрянодесантних військ Збройних сил Російської Федерації чисельністю у дивізію. Дислокується у м. Ульяновськ, а під час війни — в окупованій Херсонській області. Є частиною окружного підпорядкування Центрального військового округу.
1992 року 104-та повітрянодесантна дивізія була передислокована із м. Гянджа Азербайджанської РСР до Ульяновська Російської РФСР. Брала участь у Першій чеченській війні. 1998 року дивізія скорочена до 31-ї десантно-штурмової бригади. 2000 року бригада брала участь у Другій чеченській війні. 2008 року частини бригади перебували в окупованій Абхазії. 2014 року підрозділи бригади брали участь у вторгненні до Криму і війні на сході України, де вели бої під Іловайськом. 2022 року бригада брала участь у повномасштабному вторгненні РФ в Україну на київському напрямку, пізніше воювала під Бахмутом. 2023 року бригада переформована на 104-ту десантно-штурмову дивізію і дислокувалася в окупованій Херсонській області.

## Історія
Незадовго перед розпадом СРСР у 1992 році 104-та гвардійська повітрянодесантна дивізія Радянської армії була передислокована із м. Гянджа Азербайджанської РСР до Ульяновська Російської РФСР. Після розпаду СРСР дивізія перейшла під юрисдикцію Російської Федерації й увійшла до складу Збройних сил РФ.

### Перша чеченська війна
104-та дивізія брала участь у Першій чеченській війні.
22 грудня 1994 року дивізія захопила м. Аргун.
30 березня 1996 року в Сержень-Юрті потрапила в засідку чеченців колона техніки зі зведеного батальйону 104-ї дивізії. Бій ішов усю ніч, у ньому загинули 28 десантників і 69 дістали поранення. Втрати техніки склали 2 БМД-1, один БРДМ, кілька «Уралів» та «Газ-66».
За весь період війни військовослужбовці дивізії отримали понад 4 тисячі державних нагород, десять стали Героями Російської Федерації, четверо з яких — посмертно.
1998 року 104-та гвардійська повітрянодесантна дивізія переформована на 31-шу гвардійську десантно-штурмову бригаду.

### Друга чеченська війна
17 листопада 1999 року в бою під Ведено розвідувальна група 31-ї бригади втратила 12 бійців загиблими та ще двоє були взяті в полон.
27 лютого 2000 року бригада взяла штурмом Шатой.
Сотні військовослужбовців бригади були нагороджені державними нагородами, а двоє удостоєні звання Героя Росії.

### Війна у Південній Осетії
Десантники 31-ї бригади під час російсько-грузинської війни 2008 року знаходилися в Абхазії.

### Анексія Криму
Військовослужбовці 31 ОДШБр брали участь в інтервенції до Криму. Зокрема, саме десантники 31 ОДШБр у формі підрозділу «Беркут» захопили Парламент Криму 26 лютого 2014 року.

### Війна на сході України
Влітку 2014 року бригада брала участь у боях на Донбасі. За даними британського аналітичного центру RUSI, на основі бригади була сформована батальйонно-тактична група, яка брала участь у бойових діях з 11 серпня 2014 року.

Один із десантників 31-ї бригади, що захоплював кримський парламент у лютому, Микола Козлов (рос. Николай Козлов), втратив ногу в літніх боях на Донбасі. За словами його дядька, підрозділ Миколи Козлова потрапив у засідку при спробі визволити двох полонених бійців своєї 31-ї бригади. Окрім Миколи Козлова, відомо про загибель ще одного десантника 31-ї бригади, що також перевдягався у форму «Беркута», — Даврана Муратова.
Військовослужбовці бригади брали участь у боях під Іловайськом.
У період 25—26 серпня були взяті в полон десантники 31-ї бригади Ахметов Руслан (рос. Ахметов Руслан) та Ільмітов Арсеній (рос. Ильмитов Арсений). Подробиці взяття в полон достеменно невідомі — солдат 93 ОМБр Юрій Пузанов свідчить, що російських десантників взяли в полон, коли ті зайшли в корівник, де вже були українські солдати. Сергій Побережний з 51 ОМБр свідчить, що Ільмітова і Ахметова захопили 25 серпня в с. Дзеркальне, коли ті розмовляли з місцевим мешканцем.
29 серпня 2014 року під час спроби українських сил вийти з оточення під Іловайськом російські формування відкрили вогонь по колонах. У селищі Червоносільське бійці батальйону «Донбас» атакували позиції російських сил, зайнявши селище і взявши у полон двох десантників 31 ОДШБр — Терських Микиту (рос. Терских Никита) та Сардаряна Євгена (рос. Сардарян Евгений), що потрапили в полон разом з двома військовослужбовцями 6-ї окремої танкової бригади Збройних сил РФ. 30 серпня полонені були звільнені в результаті переговорів в обмін на змогу виходу українських сил без зброї.
31 серпня 2014 року голова Дніпропетровської ОДА Борис Філатов повідомив, що російські військові обстріляли колону українських військ, яка намагалася вийти з оточення під Іловайськом, і вбили в тому числі і полонених російських десантників. 2 жовтня 2014 року ресурс РБК, посилаючись на слова комбата Юрія Берези, опублікував матеріал, у якому стверджував, що Ахметова та Ільмітова було розстріляно військами РФ під час виходу колони. 6 жовтня 2014 року LifeNews опублікував сюжет, у якому кореспондент агентства побував у пункті постійної дислокації 31-ї бригади в Ульяновську, де взяв інтерв'ю в Ахметова та Ільмітова, спростовуючи смерть військовослужбовців і підтвердивши таким чином їх статус як діючих контрактників бригади.

### Російське вторгнення 2022 року

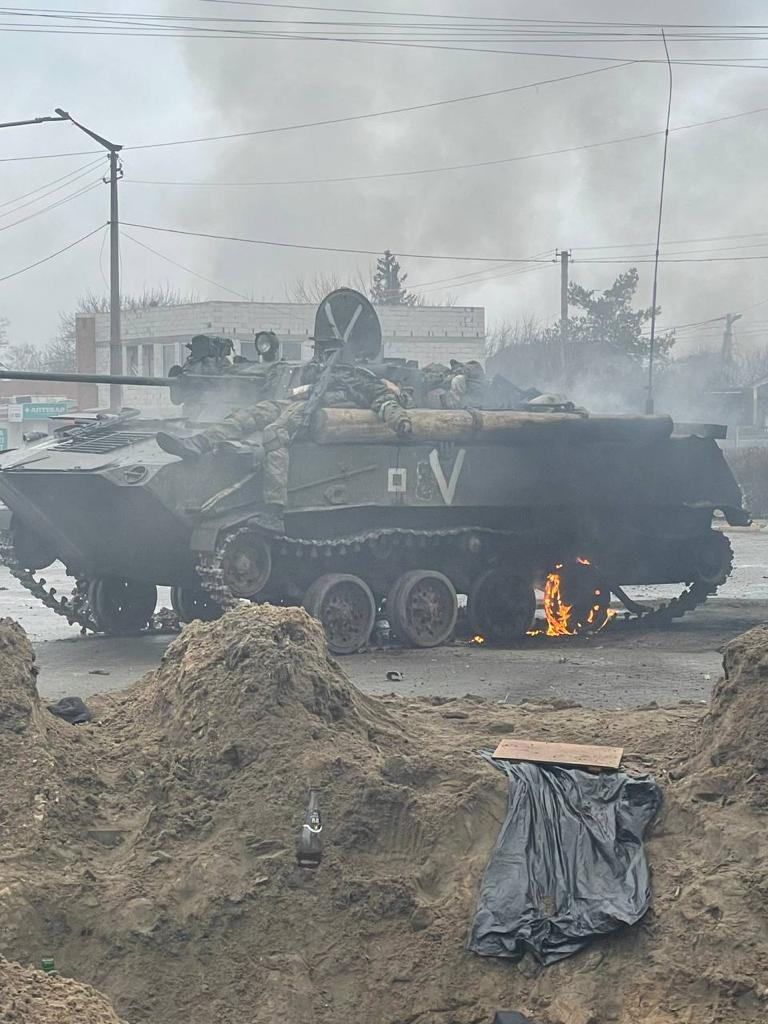
Підбита в ході боїв за Гостомель БМД-2 31-ї окремої десантно-штурмової бригади під час російського вторгнення в Україну 2022 року

У 2022 році бригада бере участь у вторгненні в Україну на Північному напрямку. 6 березня в ході боїв за Гостомель російські десантники зазнали, за даними Російської служби Бі-бі-сі, найбільших одномоментних втрат, тільки за відкритими джерелами встановлено загибель як мінімум 27 солдатів і офіцерів, в основному з 31-ї бригади ПДВ.
Після відступу російських військ з Київської області залишки бригади були перекинуті на схід України для участі в битві під Ізюмом, а потім брали участь у битві під Сєвєродонецьком.
На початку червня 2022 року на Луганщині бійці 24-ї окремої механізованої бригади імені короля Данила захопили машину БМД-4М 31-ї окремої десантно-штурмової бригади Росії разом з доволі рідкісним РПГ-30 та ліквідували її екіпаж.
Станом на 1 червня 2022 року, 31-ша бригада ПДВ втратила загиблими не менш ніж 52 особи, а тому числі командира батальйону, майора Дениса Ягідарова. При вказівці місця дислокації цих десантників згадуються не тільки Гостомель під Києвом, а й Волноваха в Донецькій області.
1 вересня 2022 року заступник начальника Головного оперативного управління Генштабу ЗСУ Олексій Громов сказав, що командування ЗС РФ вирішило розформувати 31-шу бригаду та 22-гу окрему бригаду спеціального призначення через те, що «у них залишилися в живих менше ніж 20 % особового складу».
17 вересня 2023 року російськими джерелами було підтверджено загибель командира бригади, полковника Андрія Кондрашкіна на псевдо «Дунай». Причиною смерті, імовірно, є ураження командного пункту в тилу. За даними журналіста Юрія Бутусова, це сталося під Бахмутом. Кондрашкін та частини 31-ї бригади відбивали атаки 3-ї штурмової бригади ЗСУ на південь від села Андріївка, але українські сили прорвали оборону російських сил на цій ділянці.
У жовтні 2023 року російські ЗМІ повідомили, що бригаду переформовують на 104-ту гвардійську десантно-штурмову дивізію. В кінці листопада 2023 року британське Міністерство оборони повідомило, що до складу новоствореної 104-ї дивізії, що дислокувалася на окупованій Херсонщині, увійдуть 337-й полк, додатковий маневрений полк і 52-га артилерійська бригада.
21 лютого 2024 року ЗСУ завдали трьох ракетних ударів за допомогою HIMARS по військовому полігону Росії поблизу н.п. Подо-Калинівка, Херсонська область. За даними ЗМІ, у момент удару на полігоні перебували, зокрема військовослужбовці 328-го десантно-штурмового полку 104 дшд. Загинуло 36 військових, ще 28 отримали поранення. Також джерела повідомляють про загибель заступника командира 328-го ДШП Дениса Кокшарова.

## Структура
- 328-й десантно-штурмовий полк, в/ч 01011
- 337-й десантно-штурмовий полк, в/ч 51854
- 345-й десантно-штурмовий полк, в/ч 33702
- 1180 артилерійський полк, в/ч 02364
- 2-й зенітний ракетний полк, в/ч 55256
- 134-й окремий танковий батальйон, в/ч 34253
- 154-й окремий розвідувальний батальйон, в/ч 12021
- 132-й окремий інженерно-саперний батальйон, в/ч 13063
- 720-й окремий батальйон зв'язку, в/ч 74903
- 24-й окремий ремонтно-відновлювальний батальйон, в/ч 16559
- 1684-й окремий батальйон матеріального забезпечення, в/ч 36111
- 180-й окремий медичний загін, в/ч 77003

## Командування
- (2007—2008) полковник Волик Сергій Миколайович
- (???—2023†) полковник Кондрашкін Андрій Володимирович, загинув в ході російського вторгнення в Україну,[35] імовірно під Бахмутом.[36]

## Втрати

### Перша російсько-чеченська війна
За данними військово-історичного ресурсу «Преданный полк», в ході війни загинуло 86 десантників 104-ї дивізії.

### Друга російсько-чеченська війна
За даними організації «Союз десантников России», в ході війни загинули 34 десантники бригади, серед яких — 1 майор і 3 молодші офіцери.

### Війна на сході України
Місцеве башкирське видання у вересні 2014 року повідомляло про 12 загиблих військовослужбовців 31-ї бригади. З відкритих джерел та публікацій журналістів встановлено такі імена загиблих:

### Російське вторгнення в Україну (2022)
Станом на 18 вересня 2023 року дослідникам російської групи «Медіазона» вдалося встановити імена понад 170 десантників бригади, що загинули під час вторгнення в Україну. На 10 січня 2025 року вдалося встановити імена щонайменш 214 загиблих російських військових.